# Titoli onorifici nell'ebraismo
Esistono vari titoli onorifici nell'ebrasimo che si diversificano a seconda dello stato e ruolo della persona a cui si riferiscono.

## Rabbino
"Rabbino", spesso usato nella sua forma originale rabbi, significa "insegnante"  nel senso religioso  e viene riferito a qualsiasi studioso ebreo ordinato come ministro di culto (semicha).
Letteralmente, "rabbino" significa "mio maestro". È la stessa parola ebraica di rav, (vedi sotto) con il suffisso possessivo "i" di rabbi. Sebbene sia grammaticalmente una forma possessiva, viene usato come titolo generico anche per coloro che non sono insegnanti nel senso stretto, particolarmente per i Tannaim e, in altre lingue (per es. l'inglese con rabbi), per qualsiasi rabbino, anteponendolo al nome proprio.
In Israele, tra gli haredim, "rabbi" viene usato in alternanza con "reb", ed è considerato un titolo amichevole ma di rispetto, simile all'uso di "signore".

## Rav
Rav è la parola ebraica equivalente a "maestro" ed è strettamente imparentata alla forma ebraica che origina "rabbi/rabbino". "Rav" può essere usato come un appellativo onorifico di un insegnante o guida spirituale personale, simile a rabbino.
In ebraico moderno, rav è usato per tutti i rabbini ed equivale all'italiano "rabbino".
Nell'ebraismo ortodosso dove non si parla correntemente l'ebraico come lingua madre, "rabbi/rabbino" si usa spesso come appellativo minore, dove i rabbini più famosi ricevono invece il titolo di rav.
Usato da solo, "il rav si riferisce al posek (decisore legale halakhico) che viene consultato dal fedele.
In alcune comunità, rav viene usato al pari di reb. Ciò è comune nella lingua canaan.

## Rebbe
Rebbe può riferirsi al capo di un movimento ebraico chassidico, ad un rosh yeshiva (rabbino che è il rettore o preside di una scuola accademica) o ad un mentore, o anche ad un insegnante di scuola elementare quando viene menzionato dai suoi studenti.
In molti gruppi chassidici il rebbe è la principale guida spirituale; ma per questioni di halakhah si fa riferimento ad un rav. Tale rav è a volte noto come il rav del gruppo chassidico. Questa posizione è normalmente occupata dall'Av Beis Din o giudice principale (di tribunale ebraico) di un gruppo chassidico. In alcuni gruppi chassidici, come il Belz e il Satmar, il rebbe e il rav sono posizioni concordanti.

## Altri appellativi
Altri titoli onorifici includono  Admo"r, K'vod K'dushas, Shlit"a e Shy'.

### Admo"r
"Admor" è un acronimo di "Adonainu, Morainu, VeRabbeinu", frase che significa "nostro maestro, nostro insegnante e nostro rebbe". Questo è un titolo onorifico dato a capi di chiara fama nella comunità ebraica. Per iscritto, tale titolo viene posto prima del nome di provenienza, come per esempio in "Admor di Pinsk" o “R' (che sta per rabbino, rav o reb) Ploni Almoni, Admor di Redomsk”.

### Shlit"a
'Shlit"a' è un acronimo di "Sheyikhye Lirot Yamim Tovim Arukim/Amen," “Possa egli vivere una buona e lunga vita” o “Possa egli vivere una vita buona, amen”, dato ad un rabbino rispettato e riverito, o al rebbe (insegnante) del figlio di qualcuno. Tale titolo viene usualmente posto prima del nome. Esempio: Si noti che il Rebbe sh'lita Ploni Almoni ha dato istruzioni affinché tutti i ragazzi che hanno passato l'età di Bar mitzvah indossino i tefillin regolarmente.

### K'vod K'dushat
"K'vod K'dushat", significa “L'onore della [sua] santità”. Questo appellativo viene posto prima del nome e risale all'edizione del 1531 dell'Aruk scritta dal lessicografo italiano Nathan ben Jehiel di Roma.

### Shy'
"Shy'" è un acronimo di "Sheyikhye," che significa “possa vivere”. Questo appellativo viene posto dopo il nome.

## HaLevi
Si riferisce a discendenza levita. Precede il cognome.

## HaCohen
Si riferisce a discendenza sacerdotale. Precede il cognome.